# تیلور ریتزل
تیلور ریتزل (انگلیسی: Taylor Ritzel؛ زادهٔ ۴ سپتامبر ۱۹۸۸) قایقران روئینگ اهل ایالات متحده آمریکا است.
وی در مسابقات کشوری و بین‌المللی در مجموع برندهٔ ۳ مدال طلا شده‌است.